# Donja Močila
Donja Močila (cyr. Доња Мочила) – wieś w Bośni i Hercegowinie, w Republice Serbskiej, w gminie Brod. W 2013 roku liczyła 226 mieszkańców.